# Sid Taberlay
Sidney « Sid » Taberlay (né le 11 janvier 1980 à Hobart) est un coureur cycliste australien, spécialiste de VTT cross-country.

## Palmarès en VTT

### Jeux olympiques
- Athènes 2004
  - 23e du cross-country

### Championnats du monde
- Vail 2001
  -  Médaillé d'argent du relais par équipes
- Kaprun 2002
  - 6e du relais par équipes

### Championnats d'Océanie
- 2006
  -  Médaillé d'argent du cross-country
- 2007
  -  Médaillé de bronze du cross-country
- 2008
  -  Médaillé d'argent du cross-country
- 2011
  -  Médaillé d'argent du cross-country
- 2012
  -  Champion d'Océanie de cross-country eliminator
- 2013
  -  Médaillé d'argent du cross-country

### Jeux d'Océanie
- 2004
  -  Médaillé d'or du cross-country

### Championnats d'Australie
- 2001
  -  Champion d'Australie de cross-country espoirs
- 2002
  -  Champion d'Australie de cross-country
  -  Champion d'Australie de cross-country espoirs
- 2004
  -  Champion d'Australie de cross-country
- 2006
  -  Champion d'Australie de cross-country
- 2008
  - 2e du cross-country
- 2013
  - 3e du cross-country

## Palmarès sur route
- 2010
  - 2e de la San Dimas Stage Race